# Рекаред I
Рекаред I (Rekkared I.; Reccared, Richaredus; † декември 601, Толедо) е крал на вестготите от април/май 586 до декември 601 г. в Испания.

## Произход и управление
Рекаред е по-малкият от двата сина на крал Леовигилд (568 – 586) и Теодосия, дъщеря на управител на провинция Картаген.
През 573 г. той и брат му Херменегилд са определени от баща им за сърегенти. През 578 г. баща му основава град Рекополис в днешната област Кастилия-Ла Манча, с което показва предпочитанията си към по-малкия си син. През 585 г. брат му Херменегилд е убит в затвора след бунта му против баща му. Така Рекаред е единственият престолонаследник.
Рекаред I идва на власт след смъртта на Леовигилд през април/май 586 г. През 587 г. преминава от арианската си вяра в католицизъм. Жени се през 589 г. за Бадо. Неговият син Лиува II (* 583/584) произлиза от извънбрачна връзка с жена от низше потекло.
След него на трона идва Лиува II (601 – 603).

## Галерия
- Рекаред I
- Монета на Рекаред I